# Nate Ackerman
Nathaniel Leedom "Nate" Ackerman (ur. 4 marca 1978) – brytyjski zapaśnik walczący w stylu wolnym. Olimpijczyk z Aten 2004, gdzie zajął dziewiętnaste miejsce w kategorii 74 kg.
Dwudziesty pierwszy na mistrzostwach świata w 2002. Dziewiąty na mistrzostwach Europy w 2005. Dziesiąty na igrzyskach wspólnoty narodów w 2002 roku.
- Turniej w Atenach 2004

Przegrał z Arayikiem Gevorgyanem z Armenii i Giennadijem Łalijewem z Kazachstanu.